# Тамаш Берзіца
Тамаш Берзіца (угор. Tamás Berzicza; нар. 15 серпня 1975, Залаегерсег) — угорський борець греко-римського стилю, срібний призер чемпіонату світу, срібний призер чемпіонату Європи, учасник трьох Олімпійських ігор.

## Життєпис
Боротьбою почав займатися з 1980 року. У 1990 році став срібним призером чемпіонату світу серед кадетів. Наступного року на цих же хмаганнях здобув чемпіонський титул. У 1992 році завоював бронзову медаль [[Чемпіонат світу з боротьби серед юніорів|чемпіонату світу серед юніорів]. Наступного року став чемпіоном Європи серед юніорів. У 1995 році здобув титул чемпіона світу серед молоді.
Виступав за борцівський клуб «TE» Кечкемет. Тренер — Ференц Берзіца.

## Спортивні результати на міжнародних змаганнях

### Виступи на Олімпіадах
| Змагання                    | Збірна   | Вагова категорія                 | Місце |
| --------------------------- | -------- | -------------------------------- | ----- |
| Літні Олімпійські ігри 1996 | Угорщина | греко-римська боротьба, до 74 кг | 6     |
| Літні Олімпійські ігри 2000 | Угорщина | греко-римська боротьба, до 76 кг | 14    |
| Літні Олімпійські ігри 2004 | Угорщина | греко-римська боротьба, до 74 кг | 8     |

### Виступи на Чемпіонатах світу
| Змагання                        | Збірна   | Вагова категорія                 | Місце  |
| ------------------------------- | -------- | -------------------------------- | ------ |
| Чемпіонат світу з боротьби 1995 | Угорщина | греко-римська боротьба, до 74 кг | 22     |
| Чемпіонат світу з боротьби 1997 | Угорщина | греко-римська боротьба, до 76 кг | Срібло |
| Чемпіонат світу з боротьби 1998 | Угорщина | греко-римська боротьба, до 76 кг | 12     |
| Чемпіонат світу з боротьби 1999 | Угорщина | греко-римська боротьба, до 76 кг | 5      |
| Чемпіонат світу з боротьби 2001 | Угорщина | греко-римська боротьба, до 76 кг | 5      |
| Чемпіонат світу з боротьби 2002 | Угорщина | греко-римська боротьба, до 74 кг | 5      |
| Чемпіонат світу з боротьби 2003 | Угорщина | греко-римська боротьба, до 74 кг | 16     |

### Виступи на Чемпіонатах Європи
| Змагання                         | Збірна   | Вагова категорія                 | Місце  |
| -------------------------------- | -------- | -------------------------------- | ------ |
| Чемпіонат Європи з боротьби 1996 | Угорщина | греко-римська боротьба, до 74 кг | 9      |
| Чемпіонат Європи з боротьби 1997 | Угорщина | греко-римська боротьба, до 76 кг | 7      |
| Чемпіонат Європи з боротьби 1998 | Угорщина | греко-римська боротьба, до 76 кг | 9      |
| Чемпіонат Європи з боротьби 1999 | Угорщина | греко-римська боротьба, до 76 кг | Срібло |
| Чемпіонат Європи з боротьби 2000 | Угорщина | греко-римська боротьба, до 76 кг | 13     |
| Чемпіонат Європи з боротьби 2001 | Угорщина | греко-римська боротьба, до 85 кг | 13     |
| Чемпіонат Європи з боротьби 2002 | Угорщина | греко-римська боротьба, до 74 кг | 5      |

### Виступи на інших змаганнях
| Змагання                                                      | Збірна   | Вагова категорія                 | Місце  |
| ------------------------------------------------------------- | -------- | -------------------------------- | ------ |
| Олімпійський кваліфікаційний турнір з боротьби 2004 (Ташкент) | Угорщина | греко-римська боротьба, до 74 кг | Золото |
| Гран-прі Німеччини з боротьби 2005                            | Угорщина | греко-римська боротьба, до 84 кг | 5      |
| Золотий Гран-прі з боротьби 2012 (Сомбатгей)                  | Угорщина | греко-римська боротьба, до 84 кг | 16     |

### Виступи на змаганнях молодших вікових груп
| Змагання                                       | Збірна   | Вагова категорія                 | Місце  |
| ---------------------------------------------- | -------- | -------------------------------- | ------ |
| Чемпіонат світу з боротьби серед кадетів 1990  | Угорщина | греко-римська боротьба, до 60 кг | Срібло |
| Чемпіонат світу з боротьби серед кадетів 1991  | Угорщина | греко-римська боротьба, до 65 кг | Золото |
| Чемпіонат світу з боротьби серед кадетів 1991  | Угорщина | вільна боротьба, до 65 кг        | 7      |
| Чемпіонат світу з боротьби серед юніорів 1992  | Угорщина | вільна боротьба, до 68 кг        | 7      |
| Чемпіонат світу з боротьби серед юніорів 1992  | Угорщина | греко-римська боротьба, до 68 кг | Бронза |
| Чемпіонат Європи з боротьби серед юніорів 1993 | Угорщина | греко-римська боротьба, до 74 кг | Золото |
| Чемпіонат світу з боротьби серед молоді 1993   | Угорщина | греко-римська боротьба, до 74 кг | 5      |
| Чемпіонат світу з боротьби серед молоді 1995   | Угорщина | греко-римська боротьба, до 74 кг | Золото |